# Планування експерименту

Планува́ння експериме́нту (рос. планирование эксперимента, англ. experimental design, design of experiments, нім. Versuchsplanung f, Testplanung f) — процедура вибору числа та умов проведення дослідів, необхідних та достатніх для вирішення задачі досліджень із заданою точністю.

## Основні терміни і терміносполучення в моделюванні
Теорія і практика моделювання оперує рядом понять: об'єкт, процес, система, апріорна інформація, дослід, експеримент, фактор, область експериментування, цільова функція, похибка дослідів, обмеження та ін.
- Об'єкт (від лат. objectum — предмет) — все, на що спрямована діяльність людини. Будь-який об'єкт дослідження є нескінченно складним і характеризується нескінченним числом станів і параметрів.
- Процес — послідовна зміна станів об'єкту в часі, а також певна сукупність ряду послідовних дій, спрямованих на досягнення певного результату.
- Система — множина взаємопов'язаних елементів, відокремлена від середовища і яка взаємодіє з ним, як ціле. Система має конкретну структуру і цілком конкретне цільове призначення.

Підсистемою називають складову частину системи, у якій можна виокремити інші складові.
Елементом системи називають найпростішу складову частину системи, яку умовно розглядають як неподільну.
Зв'язком називають співвідношення між компонентами системи, основані на взаємозалежності і взаємообумовленості.
Зовнішнє середовище — множина існуючих поза системою (об'єктом) елементів будь-якої природи, що впливають на систему (об'єкт) або знаходяться під її (його) впливом.
- Гіпотеза — наукове припущення, що висувається для пояснення будь-якого явища і потребує перевірки на досліді та теоретичного обґрунтування, для того щоб стати достовірною науковою теорією.
- Аналогія — подібність, схожість у цілому відмінних предметів, явищ за певними властивостями, ознаками або відношеннями.

- Адекватність моделі — збіг властивостей (функцій / параметрів / характеристик і т. п) моделі і відповідних властивостей модельованого об'єкта.
- Дослідом називають однократне виконання усіх необхідних операцій для отримання одного експериментального результату. В результаті досліду отримують одне число або сукупність чисел, які характеризують декілька різнорідних даних . Дослід по суті — здійснення визначеного діяння на об'єкт і реєстрування одержаного результату. Дослід — це відтворення якого-небудь явища або спостереження за новим явищем у певних умовах з метою вивчення, дослідження.

- Експериментом називають сукупність дослідів, об'єднаних однією системою їх постановки, взаємозв'язком результатів і способом їх обробки. В результаті експерименту отримують сукупність результатів, які допускають їхню сумісну обробку і зіставлення.
- Фактором (чинником) називають умови, рушійну силу будь-якого процесу, явища. У нашому випадку фактор — незалежна змінна, яка може приймати в деякому інтервалі часу визначені значення.
- Область експериментування — це сукупність запланованих значень факторів, яка охоплює деяку область гіперпростору. Усі результати і висновки на їх основі з відомою точністю належать саме до цієї області гіперпростору факторів. Інтерполяція значень і висновків усередині області експериментування є допустимою. Екстраполяція результатів і висновків за межами області експериментування можлива, але гарантувати визначену точність при цьому не можна.

- Цільова функція — функція, що зв'язує мету (змінну у, що оптимізується) з керованими змінними.

- Обмеження факторів — це будь-які умови, які накладаються на можливість зміни факторів, вихідних показників, вхідних збуджуючих впливів, ресурсів і часу. Обмеження бувають принципові (умови фізичного здійснення), технічні, екологічні, економічні та умови техніки безпеки.

- Регресія — форма зв'язку між випадковими величинами. Закон зміни математичного очікування однієї випадкової величини залежно від значень іншої. Розрізняють прямолінійну, криволінійну, ортогональну, параболічну та ін. регресії, а також лінію і поверхню регресії.

- Локальний екстремум — екстремум в деякому довільно малому околі (області) гіперпростору.
- Глобальний екстремум — екстремум в усій розглядуваній області гіперпростору. Передбачається, що глобальний екстремум один, а локальних екстремумів може бути багато.
- Апріорна інформація — це інформація, якою володіє дослідник до початку експерименту. Апріорна інформація дозволяє: сформулювати цільову функцію; вибрати номенклатуру факторів, центр експерименту (номінальні або початкові значення факторів), інтервали варіювання; методично правильно виконати збір інформації.
- Точкові оцінки — числа, які використовують для характеристики результатів дослідів. При цьому використовують не тільки безпосередньо виміряні дані, але й при необхідності деякі розраховують. Найважливіші з них:
  -  — середнє арифметичне, або середнє;
  -  — середнє квадратичне відхилення;
  -  — дисперсія — квадрат середнього квадратичного відхилення;
- Похибка дослідів — це відхилення у результатах, які породжені усілякими відхиленнями умов дослідів від заданих.
  - Випадкова похибка — складова загальної похибки вимірювання, яка змінюється випадковим чином (як за знаком, так і за величиною) під час повторних вимірювань однієї і тієї ж величини. Випадкові похибки з'являються внаслідок невеликих, але численних відхилень при виконанні досліду (їх причини — конструктивні та технологічні недосконалості вузлів та деталей приладів; випадкові коливання зовнішніх впливів — температури, вологості повітря, атмосферного тиску, напруженості зовнішніх електричних та магнітних полів тощо; нестабільність живлення електронних приладів; суб'єктивні помилки оператора; вібрації; теплові шуми в електронних приладах; просторова неоднорідність та часова нестабільність об'єкта вимірювання).
- Систематична похибка — складова загальної похибки вимірювання, яка залишається постійною або закономірно змінюється під час повторних вимірювань однієї і тієї ж величини. Причинами виникнення систематичних похибок є: відхилення параметрів реальних засобів вимірювань від розрахункових значень, передбачених схемою; неврівноваженість деяких деталей засобів вимірювань відносно їх осі обертання; пружна деформація деталей засобів вимірювань, які мають малу жорсткість, що призводить до додаткових переміщень; похибки градуювання чи невеликий зсув шкали приладу; неточність мір фізичних величин; старіння матеріалів, із яких виготовлені засоби вимірювань; відхилення значень впливних величин (температури, вологості повітря, напруженості зовнішніх електричних та магнітних полів тощо) від їх значень під час градуювання засобів вимірювання. Виявити наявність систематичної похибки можна тільки порівнянням результату досліду з еталонним, тобто результатом, який не містить систематичної похибки. Більшість систематичних похибок може бути виявлена та оцінена шляхом теоретичного аналізу властивостей об'єкта, умов вимірювання, особливостей методу, характеристик застосовуваних засобів вимірювань тощо. Після встановлення наявності систематичної похибки визначають причину її виникнення і усувають цю причину. Якщо причину встановити або усунути не можна, вводять поправки, що враховують вплив цієї систематичної похибки, яку не можна усунути.
- Число ступенів свободи ƒ — кількість незалежних значень результатів дослідів, які використовуються для обчислення коефіцієнтів моделі, похибки відтворення, остаточної дисперсії тощо Чисельно ƒ дорівнює різниці між кількістю даних, що є, і обчисленими за цими даними показниками.
- Похибка відтворення — це випадкова похибка, яка звичайно обчислюється у вигляді середнього квадратичного відхилення від середнього паралельних дослідів. Ця властивість зниження похибки широко використовується для підвищення точності результатів експерименту. Звичайно припускають, що похибка відтворення є результатом деякої неточності виконання усіх операцій досліду, у зв'язку з чим вона повинна бути розподілена за нормальним законом. Відповідно до нормального закону вважають, що в межах ± SBy міститься 68 % похибки усіх дослідів; в межах ± 2SBy — 95,5 % і в межах ± 3SBy — 99,7 % усіх похибок. При обмеженій кількості дослідів використовують розподіл Ст'юдента, що враховує можливі похибки у визначенні SBy i при малому числі даних. Таким чином, якщо задана довірча імовірність р (%) і відоме число ступенів свободи обчисленої похибки відтворення (звичайно fB = k — 1), можна знайти довірчі інтервали для похибки результатів.
- Довірчі інтервали похибки результатів — це діапазон значень, в якому з прийнятою довірчою імовірністю може знаходитися конкретне значення похибки окремого досліду (або інших характеристик дослідів, напр., середніх результатів паралельних дослідів),

± Δyi = ±tSByi ,
де ± Δyi — граничні значення похибок (максимальні позитивні і негативні) або довірчий інтервал; t — критерій Ст'юдента.
Із збільшенням довірчої імовірності довірчий інтервал розширюється, тобто при більшій довірчій імовірності гарантувати появу дослідних результатів можна тільки в більш широкому діапазоні.
- Промахи — це випадкові похибки, які перевищують довірчі інтервали. Промахи виникають внаслідок грубого порушення умов досліду або особливо несприятливими обставинами. Як правило, їх відкидають, а дослід, якщо це можливо повторюють. Промахи можуть бути як у гірший, так і у кращий бік, тому при появі дуже гарного результату, який розглядається як промах, необхідно проаналізувати умови його появи. В такому випадку промах може дати цінну інформацію для покращення результатів роботи. Для виключення промахів з великої вибірки можна користуватися правилом 2σ або 3σ. Для промаху х* розраховується абсолютне значення різниці |х* — х′|. При довірчій імовірності Р = 0,95 х* відкидається, якщо |х* — х′|> 2σ, а при Р = 0,997, якщо |х* — х′| > 3σ.
- Похибка зведеного показника виконується при необхідності визначення похибки відтворюваності будь якого обчисленого (зведеного) показника вигляду z = f (y, x)

Для підтвердження значимості різниці звичайно задаються високою довірчою імовірністю більше 90 % (звичайно р = 95 %). Якщо з прийнятою імовірністю р різниці не встановлено, стверджувати що її взагалі не існує не можна, тобто зворотний висновок невірний. Якщо
необхідно встановити ідентичність (відсутність різниці) показників, задаються довірчою імовірністю менше 10 % (звичайно р = 5 %).

## Два підходи до планування експерименту, експериментальні плани
Розрізняють два підходи планування експерименту:
- класичний, при якому по черзі змінюється кожен фактор до визначення часткового максимуму при постійних значеннях інших факторів,
- статистичний, де одночасно змінюють багато факторів.

При цьому суттєвим є:
- мінімізація числа дослідів;
- одночасне варіювання всіма параметрами;
- використання математичного апарата, який формалізує дії експериментатора;
- вибір чіткої стратегії, що дозволяє ухвалювати обґрунтовані рішення після кожної серії експериментів.

Загалом розрізняють такі експериментальні плани:
- дисперсійного аналізу;
- відбору суттєвих факторів;
- багатофакторного аналізу;
- отримання поверхні відгуку;
- динамічних задач планування;
- вивчення механізмів явищ;
- побудови діаграм «склад — властивість»,
- побудови діаграм «склад — стан».

## Історія та окремі плани
Початок плануванню експерименту поклали праці англійського математика Р. Фішера (1935), що довів перевагу використання на першому етапі досліджень факторного ортогонального планування експериментів, де варіюють тільки на двох рівнях. При цьому використання дробового факторного плану значно скорочує кількість необхідних експериментів.
Якщо математична модель, отримана за методом повного і дробного факторного експерименту, виявляється неадекватною, то це означає, що дослідник знаходиться в області високої кривизни поверхні відгуку. Для складання математичних моделей, що описують область високої кривизни поверхні відгуку, використовуються плани другого порядку. У цьому випадку застосовується ортогональне центральне композиційне планування і ротатабельне планування.
При цьому ротатабельне планування дозволяє отримати більш точний математичний опис у порівнянні з ортогональним центральним композиційним плануванням. Це досягається завдяки збільшенню дослідів в центрі плану та спеціальному вибору величини зоряного плеча.
Англійськими хіміками Боксом і Вілсоном запропоновано метод крутого сходження (рух по градієнту), що дозволяє найкоротшим шляхом визначити координати екстремуму досліджуваного процесу. Для математичного опису екстремальної області застосовують різні методи планування експерименту, в основі яких лежить представлення екстремальної області (рис. 1) поліномами другого порядку, що адекватно описують досліджуваний процес.
До таких планів належить план Бокса — Бенкена — один з різновидів статистичних планів, що застосовуються при плануванні наукових та, особливо, промислових експериментів. Ці плани дозволяють отримувати максимальну кількість об'єктивної інформації про вплив чинників, що вивчаються, на виробничий процес за допомогою найменшого числа спостережень (дослідів). Вони належать до симетричних некомпозиційних трирівневих планів другого порядку і являють собою поєднання дворівневого (-1, +1) повного факторного експерименту з неповноблочним збалансованим планом. Область планування — гіперкуб, причому кожен із чинників набуває значення на трьох рівнях: −1, 0 і +1. Плани Бокса — Бенкена за рядом статистичних характеристик перевершують центрально-композиційні ортогональні і ротатабельні плани, що широко застосовуються в промисловому експерименті.
Для вирішення широкого кола задач з оптимізації складу багатокомпонентної суміші застосовується метод симплекс-гратчастого (центроїдного) планування.
Для вивчення промислового процесу застосовують еволюційні планування експерименту, де дослідник повинен весь час пристосовуватися до умов виробництва, що змінюються. Специфічним є планування з відсіюванням експериментів.
Сучасна теорія планування експерименту склалася у 1960-х роках. Її методи тісно пов'язані з теорією наближення функцій та математичним програмуванням. Розроблено оптимальні плани і досліджено їхні властивості для широкого класу моделей.

## Основна мета, принципи та етапи моделювання технологічних процесів
Створюючи модель об'єкта, дослідник пізнає об'єкт, тобто виокремлює його з навколишнього середовища і будує його формальний
опис.

### Мета моделювання
Моделювання виконують з метою:
- опису об'єкта;
- пояснення процесів, які відбуваються в об'єкті;
- прогнозування поведінки і властивостей об'єкта при різних зовнішніх впливах.

Модель об'єкта допомагає зрозуміти, як влаштований конкретний досліджуваний об'єкт, які його структура, внутрішні зв'язки, основні
властивості, закони розвитку, саморозвитку і взаємодії з навколишнім середовищем. Ще одна мета — прогнозування поведінки і властивостей об'єкта — є частиною стратегічної мети — управляти об'єктом, визначаючи по моделі оптимальні керуючі впливи при заданих цілях і критеріях.
Модель потрібна і для того, щоб прогнозувати наслідки різних впливів на об'єкт.
В основі моделювання лежить теорія подібності, згідно з якою абсолютна подібність можлива лише при заміні об'єкта іншим точно таким же. Цю ідею добре висловили А. Розенблют і Н. Вінер, коли сказали, що «найкращою моделлю кота є інший кіт, а ще краще — той же самий кіт». При моделюванні абсолютна подібність ніколи не досягається. Будь-яка модель не тотожна об'єкту-оригіналу і не є повною, так як при її побудові дослідник враховував тільки ті особливості об'єкта, які вважав найбільш важливими для вирішення конкретної задачі.
Реальна користь від моделювання може бути отримана при виконанні наступних умов:
- модель повинна бути адекватною оригіналу в тому сенсі, що повинна з достатньою точністю відображати основні характеристики оригіналу, які цікавлять дослідника;

- модель повинна усувати проблеми, пов'язані з фізичними вимірюваннями якихось сигналів або характеристик оригіналу.

### Принципи моделювання
Моделювання базується на таких основоположних принципах:
1. Принцип інформаційної достатності — при повній відсутності інформації про об'єкт побудова його моделі неможлива. Існує деякий рівень апріорної інформації про об'єкт, при досягненні якого може бути побудована адекватна модель. При наявності повної інформації про об'єкт побудова його моделі не має сенсу.
2. Принцип здійсненності — створювана модель повинна забезпечувати досягнення поставленої мети дослідження з імовірністю, яка суттєво відрізняється від нуля.
3. Принцип множинності моделей — створювана модель повинна відображати в першу чергу ті властивості реального об'єкта (системи), які цікавлять дослідника. Для повного дослідження об'єкту необхідна досить велика кількість моделей, що відображають досліджуваний об'єкт з різних сторін і з різним ступенем його деталізації.
4. Принцип агрегатування — у більшості досліджень систему доцільно представити як сукупність підсистем, для опису яких виявляються придатними стандартні схеми.
5. Принцип параметризації — модель будується у вигляді відомої системи, параметри якої невідомі.

### Чотири основних етапи моделювання
Моделювання технологічних процесів — поетапний і циклічний процес. Виділяють чотири основних етапи моделювання.
- Перший етап побудови моделі припускає наявність деяких знань про об'єкт. Пізнавальні можливості моделі обумовлюються тим, що модель відображає (відтворює, імітує) які-небудь істотні риси об'єкта-оригіналу. Причому, вивчення одних сторін модельованого об'єкта здійснюється ціною відмови від дослідження інших сторін. Тому будь-яка модель заміщає оригінал лише в строго обмеженому сенсі. Для одного об'єкта може бути побудовано декілька «спеціалізованих» моделей, які концентрують увагу на певних сторонах досліджуваного об'єкта або ж характеризують об'єкт з різним ступенем деталізації.
- На другому етапі модель виступає як самостійний об'єкт дослідження. Однією з форм такого дослідження є проведення «модельних» експериментів, при яких свідомо змінюються умови функціонування моделі і систематизуються дані про її «поведінку». Кінцевим результатом цього етапу є сукупність знань про одержані різновиди моделі.
- На третьому етапі здійснюється перенесення знань з моделі на оригінал — формування сукупності знань про об'єкт. Одночасно відбувається перехід з «мови» моделі на «мову» оригіналу. Процес перенесення знань проводиться за певними правилами. Знання про моделі повинні бути скориговані з урахуванням тих властивостей об'єктаоригіналу, які не знайшли відображення або були змінені при побудові моделі.
- Четвертий етап — практична перевірка отриманих за допомогою моделей знань та їх використання для побудови узагальнюючої теорії об'єкта, його перетворення або управління ним.

Циклічність процесу моделювання може проявлятися в тому, що за першим чотириетапним циклом може реалізовуватися другий, третій і т. д. При цьому знання про досліджуваний об'єкт розширюються і уточнюються, а вихідна модель поступово вдосконалюється. Недоліки, виявлені після першого циклу моделювання, зумовлені неповним знанням об'єкта або помилками в побудові моделі, можна виправити в наступних циклах.

### Поняття оптимальності плану експерименту
Поняття оптимальності плану можна трактувати по-різному. Одну й ту ж задачу можна вирішувати за допомогою різних планів. Якщо властивості плану відомі, можна здійснити експеримент і аналіз даних з найбільшою ефективністю.
Критерії оптимальності планів пов'язані з властивостями інформаційної і дисперсійної матриць. Плани можна формувати з використанням критеріїв оптимальності оцінок коефіцієнтів, напр., з мінімізацією узагальненої дисперсії коефіцієнтів. Узагальнена дисперсія коефіцієнтів моделі визначається як дисперсія вектора коефіцієнтів, вона задається визначником дисперсійної матриці. Чим менше узагальнена дисперсія, тим менше визначник. Для ортогональних планів узагальнена дисперсія дорівнює добутку дисперсій коефіцієнтів моделі. Подібна оптимальність називається D-оптимальністю (за першою буквою слова Determinant — визначник).
При D-оптимальності точність визначення одного коефіцієнта може бути підвищена за рахунок зниження точності визначення інших. Якщо експериментатора не задовольняє ситуація, у якій він ризикує отримати деякі коефіцієнти з дуже великими дисперсіями оцінок, то він може застосувати інші критерії оптимальності. Наприклад, використати А-оптимальні плани (від слів Average value — середнє значення), для яких характерна мінімальна середня дисперсія оцінок коефіцієнтів. При цьому точність оцінок усіх коефіцієнтів буде однаковою. А-оптимальним планам відповідає мінімум сліду дисперсійної матриці, тобто мінімум суми діагональних елементів. Можна задатися вимогою, щоб дисперсії оцінок коефіцієнтів не були дуже великі. Цим вимогам відповідають
Е-оптимальні плани (від слів Eigen value — власне значення), у яких мінімізується максимальне власне число дисперсійної матриці. Використовують також інші критерії оптимальності планів. Серед критеріїв оптимальності планів, пов'язаних з прогнозними властивостями моделі, можна назвати G-критерій, який мінімізує максимальну дисперсію прогнозу. До планів, пов'язаних з прогнозними властивостями моделі, належать ротатабельні плани.

## Обробка даних планованого експерименту

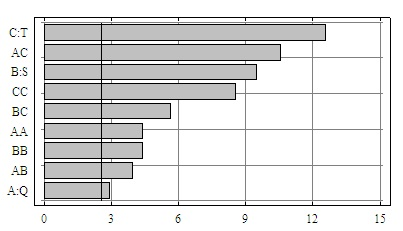
Рис. 3. Паретто-графік.

Планування експерименту та обробка даних здійснюється за допомогою комп'ютерних програм:
- Mathcad,
- Statistica,
- Axum7,
- Statgraphics Plus,
- Simulink тощо (рис. 2 і рис. 3).
- STATGRAPHICS